# Koszmosz–23
A Koszmosz–23 (oroszul: Космос 23) Koszmosz műhold, a szovjet műszeres műhold-sorozat tagja. Meteorológiai műhold.

## Küldetés
A második kísérleti meteorológiai műhold, a tudományos meteorológiai rendszer kiépítésének tesztegysége. A Koszmosz–14 megkezdett programját folytatta. Kutatási szolgálaton túl az energiaellátás stabilitását, a tájolás állandóságának biztosítását (Napra, Holdra, Földre, csillagra) ellenőrizték.

## Jellemzői
A moszkvai Elektromechanikai Tudományos Kutatóintézetben (VNIIEM) tervezett Omega típusú kísérleti meteorológiai műhold, amely a későbbi Metyeor műhold rendszerelemeinek kipróbálására szolgált. A Déli Gépgyárban épített űreszköz.
1963. december 13-án a Kapusztyin Jar rakétakísérleti lőtérről a Majak–2 indítóállásából egy Koszmosz–2I (63SZ1) típusú hordozórakétával juttatták alacsony Föld körüli pályára. A 92,1 perces, 49 fokos hajlásszögű, elliptikus pálya elemei: perigeuma 512 kilométer, apogeuma 265 kilométer volt. Hasznos tömege 200 kilogramm. A sorozat felépítését, szerkezetét, alapvető fedélzeti rendszereit tekintve egységesített, szabványosított tudományos-kutató űreszköz. Áramforrásai kémiai akkumulátorok és napelemtáblák voltak.
A hagyományos (földi, légi, tengeri) meteorológiai rendszerek mérései alapján nem lehet pontosan meghatározni (következtetések, statisztikák) az adott helyre vonatkozó tényleges időjárási viszonyokat.
A műholddal rádióeszközön keresztül tartották a kapcsolatot. A stabilizálást lendkerekek elektromotor mozgatásával (giroszkópos), majd mágneses csillapítással biztosították. A rendszer háromtengelyű stabilitást biztosított a Föld központjára tájolva. Felderítőeszközeit minden esetben a Föld felé kell stabilizálni, hogy folyamatos és pontos képet adjon a pályasíkjában történő meteorológiai jelenségekről, változásokról. A napelemek optimális (Napra irányuló) helyzetét elektromotorok segítségével automatikusan végezték. Kísérleti elemeit felhasználták a hasonló, későbbi műholdak alkalmazásánál.
1964. március 27-én 104 nap után, földi parancsra belépett a légkörbe és megsemmisült.